# Симонов, Евгений Рубенович
Евгений Рубенович Си́монов (21 июня 1925, Москва — 3 августа 1994, там же) — советский российский театральный режиссёр, театральный педагог, драматург. Народный артист СССР (1975). Лауреат Государственной премии СССР (1981) и Государственной премии РСФСР им. К. С. Станиславского (1975). Кавалер ордена Ленина (1985). Член-корреспондент РАО (1993). Профессор.

## Биография
Евгений Симонов родился 21 июня 1925 года в Москве, в актёрской семье. Русско-армянского происхождения.
В 1947 году окончил актёрское отделение Театрального училища им. Б. Щукина (ныне Театральный институт имени Бориса Щукина) (курс В. К. Львовой).
С 1947 года — режиссёр-ассистент, затем режиссёр Московского драматического театра имени Е. Б. Вахтангова. В 1948—1954 годах — художественный руководитель Рабочего театра клуба «Каучук».
В 1962 году был назначен на должность главного режиссёра Малого театра. Ставил спектакли в Малом театре, продолжая сотрудничество с Театром имени Е. Б. Вахтангова.
С 1969 по 1987 год — главный режиссёр Московского драматического театра имени Е. Б. Вахтангова.
В 1987 году был отстранён от должности главного режиссёра, на его место был избран М. А. Ульянов. Е. Р. Симонов покинул труппу театра и возглавил творческую часть (художественный руководитель) Театра Дружбы народов (с 1992 — Театр наций) и Центральный Дом работников искусств.
Ставил спектакли в других театрах: Московский драматический театр им. К. С. Станиславского, Московский театр юного зрителя, Ивановский областной драматический театр, Государственный театр киноактёра, в Ереване, Ташкенте, других странах (Югославия, Польша).
Выпуск Театрального училища имени Б. Щукина 1988 года (актёрско-режиссёрский курс Е. Р. Симонова) обрёл статус московского Театра-студии под руководством Е. Симонова. Недавние студенты на арендованных площадках играли спектакли. В 1993 году студия была переименована в Московский драматический театр п/р Е. Симонова (с 1995 — Московский драматический театр имени Рубена Симонова).
Всего за свою жизнь поставил более 100 спектаклей по пьесам самых различных жанров.
С 1947 года преподавал в Театральном училище им. Б. Щукина, заведовал кафедрой режиссуры (с 1976 — профессор). Среди его учеников: А. Вейцлер, А. Гордон, Е. Дробышева, А. Житинкин, С. Урсуляк, И. Дымченко. Вёл актёрскую мастерскую во ВГИКе и Высшие театральные курсы в ГИТИСе.
Автор ряда пьес, некоторые из них были им поставлены. В числе написанных им пьес: «Алексей Бережной» (Театр имени Е. Б. Вахтангова, 1962), «Новые знакомые» (Театр имени Е. Б. Вахтангова, 1964), «Джон Рид» (Малый театр, 1967), «Смерть Павла I» (трагедия в стихах, Театр им. Р. Симонова, 1990), драматическая трилогия о трёх поэтах разных эпох — Средневековья, Возрождения и Современности.
Также автор ряда статей о Е. Вахтангове и вахтанговском методе, о проблемах современной драматургии и текущего репертуара, о театральной критике, о молодой режиссуре, литературных портретов актёров Малого и Вахтанговского театров.
Неизменный участник артистических вечеров, сочинитель капустников, вдохновенный оратор и чтец.
Член-корреспондент Российской академии образования (1993).

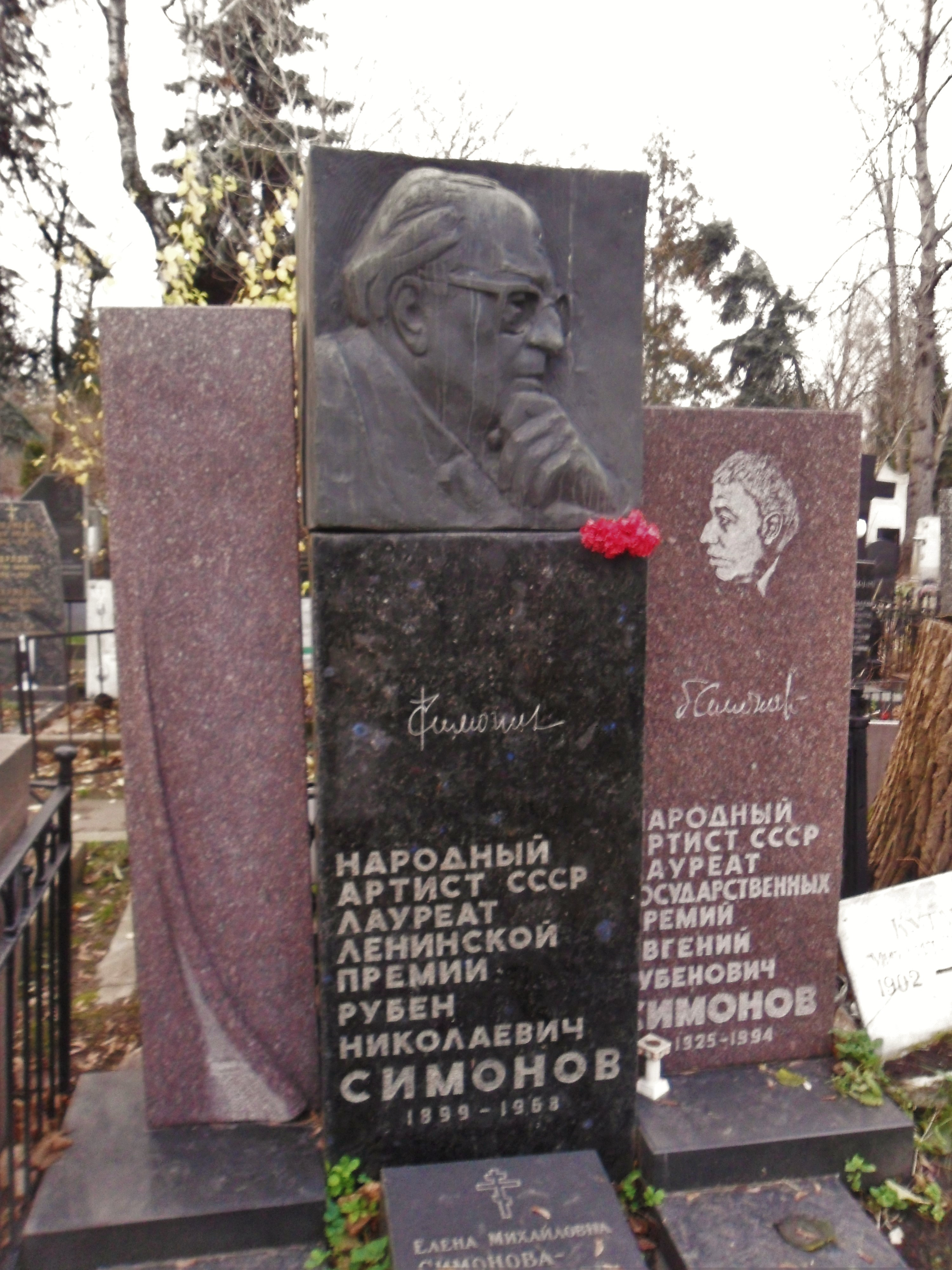
Семейное захоронение Симоновых на Новодевичьем кладбище Москвы.

Симонов Евгений Рубенович умер 3 августа 1994 года в Москве. Похоронен рядом с отцом на Новодевичьем кладбище (участок № 2).

### Семья
- Отец — Рубен Николаевич Симонов (1899—1968), актёр, режиссёр театра и кино, педагог. Народный артист СССР (1946).
- Мать — Елена Михайловна Берсенева (урождённая Поливанова), актриса Театра имени Е. Б. Вахтангова.
- Первая жена Лифанова Маргарита Ульяновна (1926—2007) — советская и российская актриса театра и кино. Заслуженная артистка РСФСР (1971). В этом браке рождён  сын — Рубен Евгеньевич Симонов (род. 1953), театральный актёр и режиссёр. Заслуженный артист России (2012).
- Вторая жена — Валерия Николаевна Симонова-Разинкова (1937—1980).
- Дочь — Ольга Евгеньевна Симонова-Партан (род. 1960), актриса. Проживает в Бостоне, США. Профессор русской литературы и культуры.

## Звания и награды
- Заслуженный артист РСФСР (1961)[8]
- Народный артист РСФСР (1969)[9]
- Народный артист СССР (1975)
- Государственная премия СССР (1981) — за режиссёрские работы последних лет
- Государственная премия РСФСР имени К. С. Станиславского (1975) — за постановку спектакля «День-деньской» А. Л. Вейцлера и А. Н. Мишарина
- Орден Ленина (1985)
- Орден Трудового Красного Знамени (1981)
- Медали

## Творчество

### Постановки в театре

#### Театр имени Е. Б. Вахтангова
- 1950 — «Летний день» Ц. С. Солодаря
- 1952 — «Два веронца» У. Шекспира
- 1953 — «Европейская хроника» А. Н. Арбузова
- 1954 — «Горя бояться — счастья не видать» С. Я. Маршака
- 1956 — «Филумена Мартурано» Э. де Филиппо
- 1957 — «Город на заре» А. Н. Арбузова
- 1958 — «Вечная слава» Б. В. Рымаря
- 1959 — «Иркутская история» А. Н. Арбузова
- 1959 — «Маленькие трагедии» А. С. Пушкина
- 1960 — «Гибель богов» А. В. Софронова
- 1962 — «Алексей Бережной» Е. Р. Симонова
- 1964 — «Новые знакомые» Е. Р. Симонова
- 1967 — «Планета надежд» А. Ф. Коломийца
- 1968 — «Дети солнца» М. Горького
- 1969 — «Коронация» Л. Г. Зорина
- 1969 — «Фауст» И. В. фон Гёте
- 1970 — «Память сердца» А. Е. Корнейчука
- 1970 — «Человек с ружьём» Н. Ф. Погодина
- 1971 — «Антоний и Клеопатра» У. Шекспира
- 1972 — «Молодость театра» А. К. Гладкова
- 1974 — «Маленькие трагедии» А. С. Пушкина
- 1974 — «День-деньской» А. Н. Мишарина и А. Л. Вейцлера
- 1970 — «Фронт» А. Е. Корнейчука
- 1976 — «Неоконченный диалог» В. М. Чичкова
- 1977 — «Ожидание» А. Н. Арбузова
- 1977 — «Гибель эскадры» А. Е. Корнейчука
- 1979 — «Леший» А. П. Чехова
- 1981 — «Мистерия-буфф» В. В. Маяковского
- 1983 — «Роза и Крест» А. А. Блока
- 1985 — «Три возраста Казановы», собственная композиция по пьесам М. И. Цветаевой «Приключение» и «Феникс»

#### Малый театр
- 1963 — «Горе от ума» А. С. Грибоедова
- 1963 — «Нас где-то ждут» А. Н. Арбузова
- 1964 — «Страница дневника» А. Е. Корнейчука
- 1965 — «Умные вещи» С. Я. Маршака
- 1966 — «Белые облака» В. И. Блинова
- 1967 — «Джон Рид» Е. Р. Симонова
- 1968 — «Мои друзья» А. Е. Корнейчука (совм. с Е. Я. Весником)
- 1968 — «Отцы и дети» по И. С. Тургеневу

#### Театр-студия под руководством Е. Симонова
- 1989 — «Смеяться, право, не грешно» по произведениям А. П. Чехова «Медведь», «Предложение», «Юбилей»
- 1989 — «Самоубийца» Н. Р. Эрдмана
- 1989 — «И еще раз Базаров» по И. С. Тургеневу
- 1990 — «Смерть Павла I» Е. Р. Симонова

#### Постановки в других театрах
- 1960 — «Встречи на дорогах» Э. В. Брагинского (Московский драматический театр им. К. С. Станиславского)
- 1962 — «Парень из нашего города» К. М. Симонова (Московский театр юного зрителя)
- 1971 — «Филумена Мартурано» Э. Де Филиппо (спектакль памяти Р. Н. Симонова Ереван)
- 1980 — «Потоп» Х. Бергера (Ивановский областной драматический театр)
- 1984 — «Отелло» У. Шекспира (Ташкент)
- 1984 — «Без вины виноватые» А. Н. Островского (Государственный театр киноактёра)
- «Волки и овцы» А. Н. Островского (Югославия)
- «Антоний и Клеопатра» У. Шекспира (Польша)
- «Леший» А. П. Чехова (Польша)

#### Постановки со студентами за время преподавательской деятельности
- 1950 — «Бархатная шляпка» П. С. Фёдорова (курсы Е. Г. Алексеева и Л. М. Шихматова)
- 1954 — «Девушка-гусар» Ф. А. Кони (курс А. А. Орочко)
- 1955 — «Бабьи сплетни» К. Гольдони (курс Л. М. Шихматова)
- 1956 — «Дайте мне старуху» В. Савинова (курс В. К. Львовой)
- 1958 — «Таланты и поклонники» А. Н. Островского (курс И. М. Рапопорта)
- 1960 — «Весна в Москве» В. М. Гусева (курс В. К. Львовой)
- 1963 — «Вишнёвый сад» А. П. Чехова (курс Л. М. Шихматова)
- 1965 — «Город на заре» А. Н. Арбузова (курс В. К. Львовой)
- 1967 — «Волки и овцы» А. Н. Островского (курс Л. М. Шихматова)
- 1971 — «Снегурочка» А. Н. Островского (курс М. Р. Тер-Захаровой)
- 1973 — «Девушка-гусар» Ф. А. Кони (курс Т. К. Коптевой)
- 1974 — «Последняя жертва» А. Н. Островского (курс В. К. Львовой)
- 1977 — «Наследники Рабурдена» Э. Золя (курс А. И. Борисова)
- 1982 — «Сенсация» Бен Хекта, Мак Артура» (курс Л. В. Ставской)
- 1984 — «Живой труп» Л. Н. Толстого (курс А. И. Борисова)
- 1986 — «Отцы и дети» по И. С. Тургеневу (с В. К. Львовой и М. Пантелеевой)
- 1987 — «Егор Булычов и другие» М. Горького (с В. А. Эуфером)

### Фильмография

#### Режиссёр
Телеспектакли (в постановке Театра имени Е. Б. Вахтангова)
- 1959 — «Город на заре» (совм. с Е. А. Скачко)[10].
- 1969 — «Фауст» (совм. с Л. С. Ишимбаевой)
- 1972 — «Западня» (совм. с И. Герасимовой, В. Г. Шлезингер, В. А. Этушем)
- 1973 — «Иркутская история» (совм. с Б. Э. Ниренбургом)
- 1973 — «Память сердца» (совм. с А. В. Казьминой)
- 1974 — «Отцы и дети» (совм. с А. В. Казьминой)
- 1977 — «Человек с ружьем» (совм. с В. А. Храмовым)
- 1978 — «Золушка» (совм. с В. Г. Семаковым, С. Б. Джимбиновой)
- 1978 — «День-деньской» (совм. с А. Борисовым, В. М. Рыжковым)
- 1978 — «Вечер старинных русских водевилей» (из двух водевилей: «Дайте мне старуху!» В. Савинова и «Девушка-гусар» Ф. А. Кони)
- 1980 — «Антоний и Клеопатра» (совм. с Л. А. Пчёлкиным)
- 1981 — «Леший» (совм. с В. Г. Семаковым)
- 1982 — «Мистерия Буфф» (совм. с В. Г. Семаковым)
- 1983 — «Потоп»
- 1983 — «Умные вещи»
- 1987 — «Тринадцатый председатель» (совм. с О. Н. Форостенко, В. Ф. Чириковым, B. А. Шалевичем)

#### Роли
- 1969 — Фауст (фильм-спектакль) — Поэт
- 1981 — 50 лет театру кукол Сергея Образцова (фильм-спектакль)

#### Участие в фильмах
- 1990-1991 — Одиссея Александра Вертинского (документальный)
- 1991 — Николай Акимов (документальный)
- 1992 — Жил человек... (документальный)

## Книги
- Симонова-Партан О. Е. Ты права, Филумена!: Вахтанговцы за кулисами театра. — М.: ПРОЗАиК, 2012. — 320 с. — 3000 экз. — ISBN 978-5-91631-168-6